# سوبرمان (أغنية إمينم)
 سوبرمان :
هي قصة من القصص المصورة دي سي كومكس . وقد لاقت نجاحاً كبيراً منذ أن عرضت لأول مرة في مجلات Crispy تميزت القصة الأساسية بتغير قدراته في كل مرة، فمن الرؤية الشعاعية إلى أشياء أخرى . أنهت الكوكب الخاص به . وُضِعَ في كبسولةٍ كما في أنمي دراغون بول زد الياباني وقد تم إرساله إلى كوكب الأرض ونشأ في أُسرة متوسطةِ الحال في مزرعة واكتشف تدريجيًا أن لديه قدرات خارقة ومن قدراته أنه يستطيع تدمير العالم، وهذا ما كان يراه الرجل الوطواط Batman لكن نظرته كانت خاطئة. فكلارك ذلك الشاب لم يكن ينوي تدمير العالم كل ما كان يريده إنقاذ الأبرياء ومحاربة الشر والجريمة والدفاع عنهم وكان سوبرمان يخفي شخصيته بنظارةٍ ليصبح الصحفي كلارك كنت. هو أحد أهم أفراد فرقه العدالة التي تتكون من:سوبرمان , وندر وومن , سايبورغ، الصياد المريخي وباتمان وقد تم عمل سلسلة أفلام ومسلسلات أنيميشن وواقعية لهم ولاقوا نجاحًا كبيرًا.